# Boris Vallejo
Boris Vallejo (Lima, 1941. január 8. –) perui származású amerikai festőművész.

## Életpálya
Vallejo tizenhárom évesen kezdett festeni, és tizenhat évesen készítette első illusztrációmunkáját. 1964-ben az Amerikai Egyesült Államokba emigrált, ahol megalkotta Tarzan, Conan a Barbár, Doc Savage és több más képregény karaktert. Később filmposzter és hirdetés illusztrációkra szóló megbízásokat teljesített.
Vallejo szinte kizárólag a fantázia és az erotika világában készíti műveit.
A festményeinek jellemző témái istenek, szörnyek, izmos férfi és női barbárok. A férfialakjai közül néhányat magáról modellezett Vallejo, a későbbi női karakterei közül soknak felesége – Julie Bell festő, akinek a művészi stílusa nagyon hasonló Vallejóéhoz – állt modellt.

## Magyarul
- Boris Vallejo fantasztikus világa / The fantastic world of Boris Vallejo; szerk. Morcsányi Géza; Interpress, Bp., 1989 (IPM könyvtár)
- Fantázia és mítosz; I. P. C., Bp., 1992 (I. P. C. könyvek)
- A fantázia-művészet technikája; előszó Isaac Asimov, ford. Kőrös László; Tóth-M, Bp., 1994
- Álmok. Boris Vallejo művészete; Totem Plusz, Bp., 2000
- Szuperhősök. Boris Vallejo és Julie Bell hősi látomásai; szöveg Nigel Suckling; Totem Plusz, Bp., 2001
- Boris Vallejo és Julie Bell válogatott művei; szöveg Nigel Suckling, ford. Barabás Judit; Totem, Bp., 2005
- Boris Vallejo–Julie Bell: A fantasy mesés asszonyai; szöveg Anthony, David Palumbo, ford. Barabás Judit; Totem, Bp., 2006
- Imaginistix. Boris Vallejo és Julie Bell művészete; szöveg Anthony, David Palumbo, ford. Barabás Judit; Totem, Bp., 2007